# Vito Fumagalli
Vito Fumagalli (Bardi, 15 giugno 1938 – Bologna, 16 aprile 1997) è stato uno storico e politico italiano, considerato tra i maggiori studiosi italiani sul Medioevo. Nel 1994 fu eletto alla Camera in quota Cristiano Sociali.

## Biografia
Vito Fumagalli si iscrisse nel 1957 alla Facoltà di Lettere e Filosofia dell'Università di Pisa, vincendo contemporaneamente il concorso per un posto da alunno presso la Scuola Normale Superiore di Pisa. 
Scelse di dedicarsi agli studi sul Medioevo, entrando in contatto con studiosi quali Arsenio Frugoni, Giovanni Miccoli e Ottorino Bertolini. Con quest'ultimo discusse nel 1961 la tesi su Geraldo d'Aurillac. Professore presso la Facoltà di Lettere e Filosofia dell'Università di Bologna a partire dall'anno accademico 1970-1971, conseguì il titolo di Professore Straordinario nel 1976 e, infine, di Professore Ordinario nel 1979. 
Divenuto Direttore del Dipartimento di Paleografia e Medievistica dell'Università di Bologna, si presentò nel 1994 da indipendente per i Cristiano Sociali nelle liste del centro-sinistra e fu eletto deputato, rimanendo in carica fino al 1996. Morì, dopo lunga malattia, il 16 aprile 1997 a Bologna.

## Opere
- Le origini di una grande dinastia feudale. Adalberto-Atto di Canossa, Tübingen 1971
- Terra e società nell'Italia padana. I secoli IX e X, Università degli Studi, Bologna 1974 (poi riedito con alcune correzioni, Einaudi, Torino 1976)
- Coloni e signori nell'Italia settentrionale. Secoli VI-XI, (raccolta di saggi già editi) Pàtron, Bologna 1978
- Il Regno italico, in Storia d'Italia diretta da G. Galasso, vol. 2, Utet, Torino 1978
- Città e campagna nell'Italia medievale. Il Centro-Nord. Secoli VI-XIII, Bologna 1979 (poi riedito con modifiche e correzioni, Pàtron, Bologna 1985)
- Quando il cielo s'oscura. Modi di vita nel Medioevo, Il Mulino, Bologna 1987
- La pietra viva. Città e natura nel Medioevo, Il Mulino, Bologna 1988
- Uomini e paesaggi medievali, (raccolta di saggi già editi) Il Mulino, Bologna 1989,
- Solitudo carnis. Vicende del corpo nel Medioevo, Il Mulino, Bologna 1990
- Storie di Val Padana. Campagne, foreste e città da Alboino a Cangrande della Scala, (raccolta di saggi già editi) Camunia Editrice, Milano 1992
- L'alba del Medioevo, Il Mulino, Bologna 1993
- Paesaggi della paura. Vita e natura nel Medioevo, (raccolta di scritti già editi) Il Mulino, Bologna 1994
- Il castello di Bardi. Attraverso la storia dell'Appennino emiliano occidentale, Allemandi, Torino 1994
- Scrivere la storia. Riflessioni di un medievista, Laterza, Roma-Bari 1995 (raccolta di saggi in parte già pubblicati)
- Uomini contro la storia, Clueb, Bologna 1995
- Matilde di Canossa. Potenza e solitudine di una donna nel Medioevo, Il Mulino, Bologna 1996